# Lockweiler
Lockweiler ist ein Stadtteil der Stadt Wadern im Landkreis Merzig-Wadern im Saarland. Der Ort liegt im moselfränkischen Sprachraum. Der Stadtteil befindet sich im nördlichen Grenzraum des Saar-Nahe-Berglands.

## Ortsteile

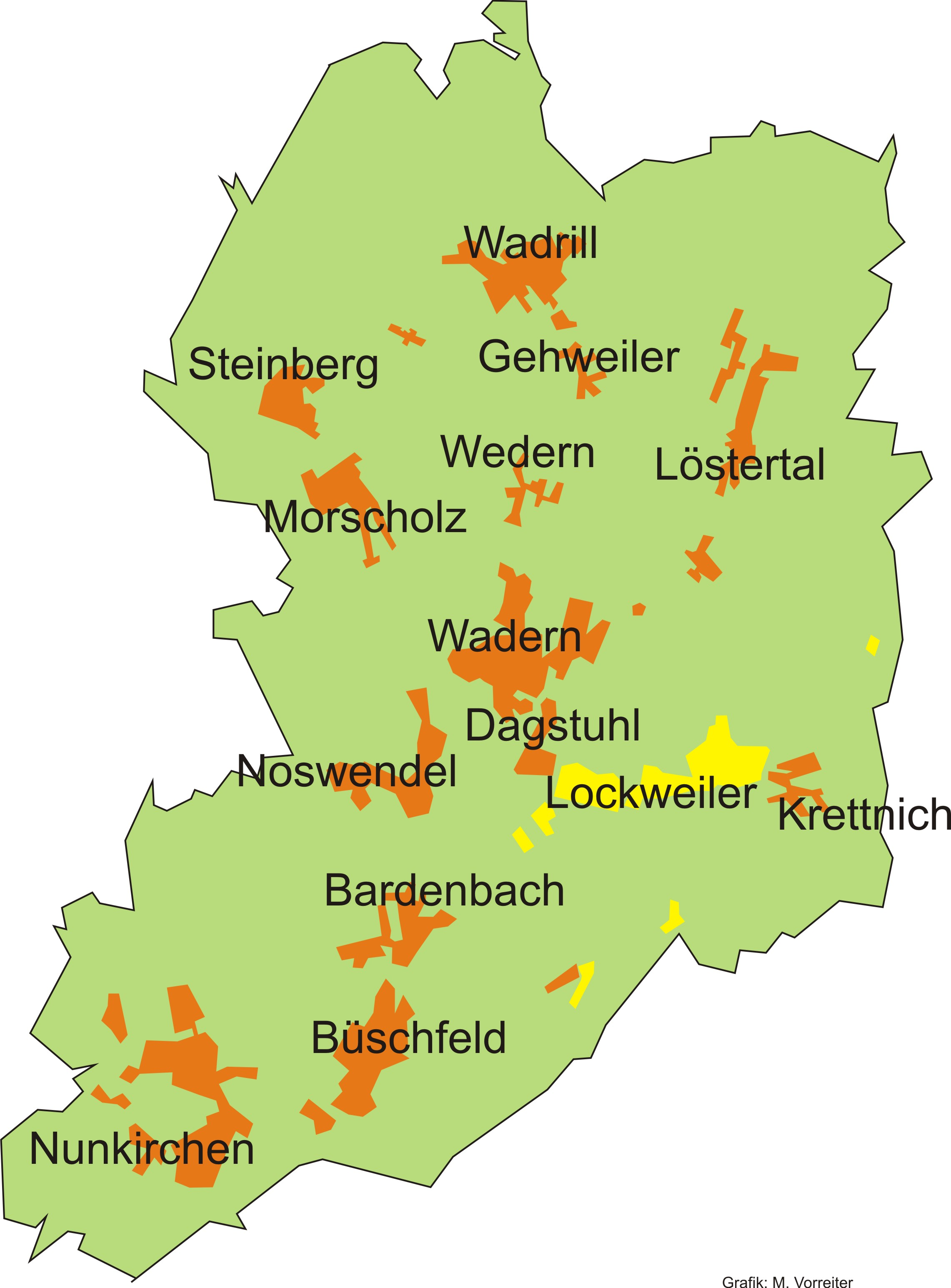
Lage von Lockweiler in der Stadt Wadern

Zum Stadtteil Lockweiler gehören die Ortschaften Altland, Vogelsbüsch (teilweise) und Nuhweiler. Im Vereinsleben sind die Stadtteile Lockweiler und Krettnich eng miteinander verbunden. Der Ort teilt sich auch das Wappen mit dem Nachbarstadtteil.

## Geschichte
Lockweiler wird im Jahre 973 als „Locvillare“ in der Gründungsurkunde des Klosters St. Paul zu Verdun erstmals erwähnt. Auf dem Bann von Lockweiler befanden sich früher drei Burgen: die Burg Schwarzenberg, die Burg Motte und die Burg Lockweiler. Heute steht auf den Ruinen der Burg Schwarzenberg die Haan-Kapelle, die im Jahre 1837 von der Familie Lasalle von Louisenthal erbaut wurde.
Lockweiler gehörte bis zum Ende des Ersten Weltkrieges dem Kreis Merzig an, der Bestandteil des preußischen Regierungsbezirks Trier war. Der Kreis Merzig wurde im Jahre 1920 nach den Bestimmungen des Versailler Vertrages dem unter Völkerbundsverwaltung stehenden Saargebiet zugewiesen – mit Ausnahme der Hochwaldgemeinden (Amtsbezirke Wadern, Losheim und Weiskirchen), darunter auch Lockweiler, die unter der Bezeichnung „Restkreis Merzig-Wadern“ weiter beim Regierungsbezirk Trier verblieben. Die landrätliche Verwaltung des „Restkreises“ befand sich in Wadern. Nach dem Zweiten Weltkrieg verfügte Frankreich die Zugehörigkeit von Lockweiler zu dem unter französischem Einfluss stehenden neu gebildeten Saarland.
Am 1. Januar 1957 wird das Saarland und damit auch Lockweiler, das zum Amt Wadern gehört, wieder ein Teil Deutschlands. Der wirtschaftliche Anschluss an die Bundesrepublik erfolgt allerdings erst am 6. Juli 1959. Im Rahmen der saarländischen Gebiets- und Verwaltungsreform wurde am 1. Januar 1974 die bis dahin eigenständige Gemeinde Lockweiler aufgelöst und der neuen Gemeinde, ab 1978 Stadt Wadern zugeordnet.

## Politik

### Ortsrat
Ergebnisse der Ortsratswahlen vom 9. Juni 2024:
- CDU: 62,25 %, 6 Sitze
- SPD: 37,75 %, 3 Sitze

### Ortsvorsteher
Seit der Gebietsreform 1974:
- Berthold Müller, CDU (1974 bis 1983)
- Herbert Schillo, CDU (1983 bis 2002)
- Josef Serwe, CDU (2002 bis 2023)
- Konrad Schmidt, CDU (ab 2023)

### Wappen
Blasonierung: In durch Gabelschnitt geteiltem Schild rechts in Rot zwei goldene Ähren mit 15 bzw. 10 Körnern, oben in Gold zwei schwarze Querbalken, links in Gold ein schwarzer Zahnradkranz und zwei gekreuzte schwarze Hämmer. Die goldenen Ähren versinnbildlichen die Landwirtschaft, die bis zur Mitte des 19. Jahrhunderts den Dörfern das Gepräge gab. Gleichzeitig weisen sie auf das Stockgütersystem hin, das über Jahrhunderte eine beherrschende Rolle in der Grafschaft Dagstuhl spielte. Die 15 Körner in der linken Ähre stellen die 15 Stockgüter in Lockweiler, die 10 Körner in der rechten Ähre die 10 Stockgüter in Krettnich dar. Der obere Teil deutet das Schwarzenburger Wappen an. Hammer und Schlägel verweisen auf die in der 2. Hälfte des 19. Jahrhunderts vollzogene Umstrukturierung zu Bergarbeitergemeinden. Diese Zeichen stehen auch zur Erinnerung an den in Krettnich über zwei Jahrhunderte betriebenen Erzbergbau. Der Zahnkranz deutet an, dass heute Handwerk und Industrie die beherrschenden Elemente in den beiden Stadtteilen (Krettnich trägt das gleiche Wappen) sind.

## Kultur und Sehenswürdigkeiten
Eine Pfarrei in Lockweiler wird im Jahre 973 erstmals urkundlich erwähnt. Der sehenswerte romanische Glockenturm der Pfarrkirche wurde vermutlich zusammen mit einer kleinen steinernen Kirche, die dem Heiligen Erlöser geweiht war, im 12. Jahrhundert erbaut. Nach dem Neubau der Pfarrkirche St. Michael im Jahre 1844 erinnert der Turm an die frühen Zeiten der Pfarrei.

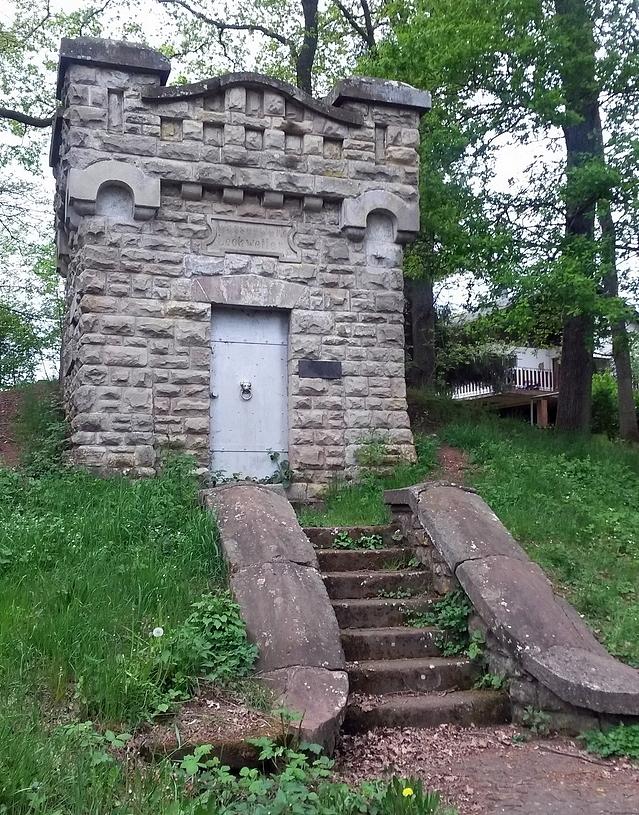
Blick auf den Alten Wasserturm des Wasserwerks Lockweiler

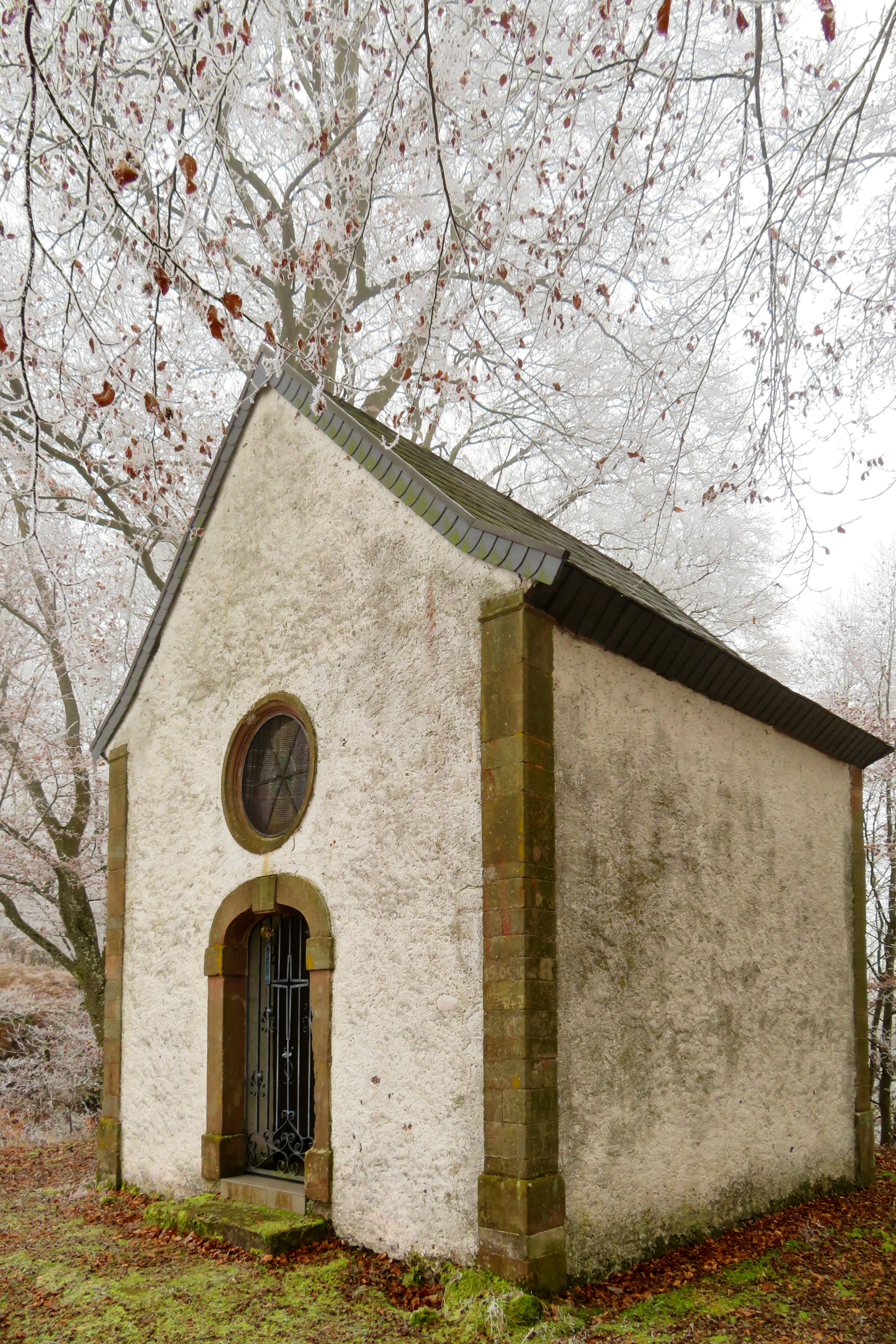
Haankapelle im Burgstall der abgegangenen Schwarzenburg

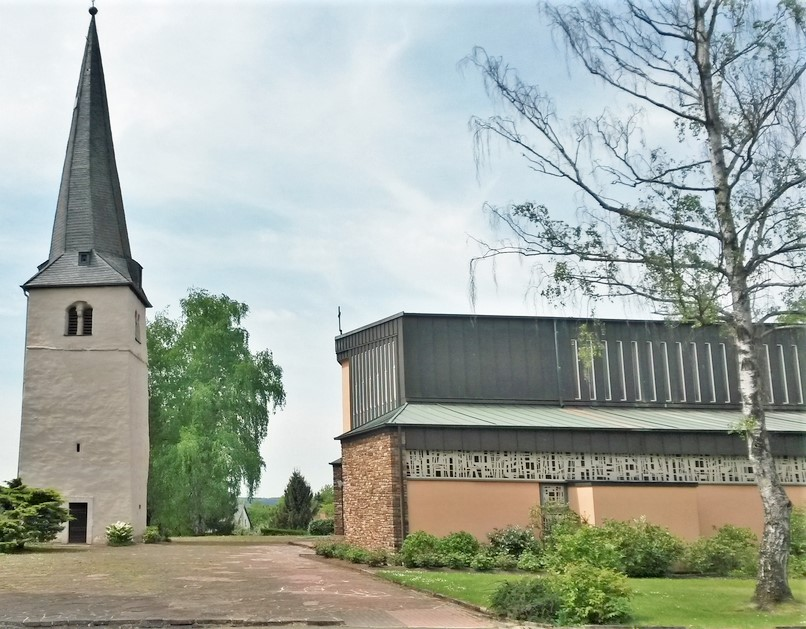
Der „Alte Kirchturm“ in Lockweiler datiert aus dem 12. Jahrhundert

Die John-Kapelle, auch „Haankapelle“ genannt, ist in den Überresten der Vorburg der Burg Schwarzenberg im Jahre 1837 von der Familie de Lasalle von Louisenthal erbaut worden. Hier findet sich auch ein Kreuzweg.

### Veranstaltungen
- Kirmes (Ende September/Anfang Oktober)
- Rosenmontagszug (alle 3 Jahre im Wechsel mit Wadern und Wadrill)

### Vereine
Im Vereinsleben ist Lockweiler eng verbunden mit dem Stadtteil Krettnich. Zu den wichtigsten Vereine zählen verschiedene Sport- und Kulturvereine.

## Wirtschaft und Infrastruktur
Lockweiler hat sich nach dem Zweiten Weltkrieg zu einem bedeutenden Industrie- und Gewerbestandort entwickelt. Die Firma Nothelfer GmbH, ein Unternehmen im Geschäftsbereich der Thyssen Production Systems, beschäftigt rund 800 Mitarbeiter. Daneben finden sich in Lockweiler viele weitere Gewerbe- und Industrieunternehmen, die den Stadtteil zu einem Zentrum der Wirtschaft in der Stadt Wadern machen.
Lockweiler verfügt über zwei Hotels, einen Sportplatz, eine Tennisanlage, ein Schützenhaus, eine Weiheranlage, mehrere Kinderspielplätze und eine Reithalle (Nuhweiler). In Lockweiler befindet sich eine Mehrzweckhalle, die nicht nur dem Schulsport, sondern auch dem Vereinssport dient.

### Medien
- Saarbrücker Zeitung
- Wochenspiegel Hochwald
- Amtliches Bekanntmachungsblatt der Stadt Wadern

### Erziehungs- und Bildungseinrichtungen
- Katholische Kita St. Michael Lockweiler
- Grundschule Lockweiler der Stadt Wadern mit Freiwilliger Ganztagsgrundschule

## Persönlichkeiten, die mit Lockweiler verbunden sind
- Adolf Wagner (1877–1936), Sektfabrikant
- Josef Wagner (1897–1943), Widerstandskämpfer gegen den Nationalsozialismus
- Otto Klinkhammer (* 1928), ehemaliger Chefredakteur und Programmdirektor des Saarländischen Rundfunks für Hörfunk und Fernsehen
- Josef Schmitt (1921–1996), deutscher Politiker (CDU), Mitglied des Bundestages, Präsident des saarländischen Landtags